# کوه پلیکروم
کوه پلیکروم (به انگلیسی: Polychrome Mountain) یک کوه در ایالات متحده آمریکا است که در آلاسکا واقع شده‌است. کوه پلیکروم ۱٬۷۹۸٫۳۴ متر بالاتر از سطح دریا واقع شده‌است.